# Willem Kolff

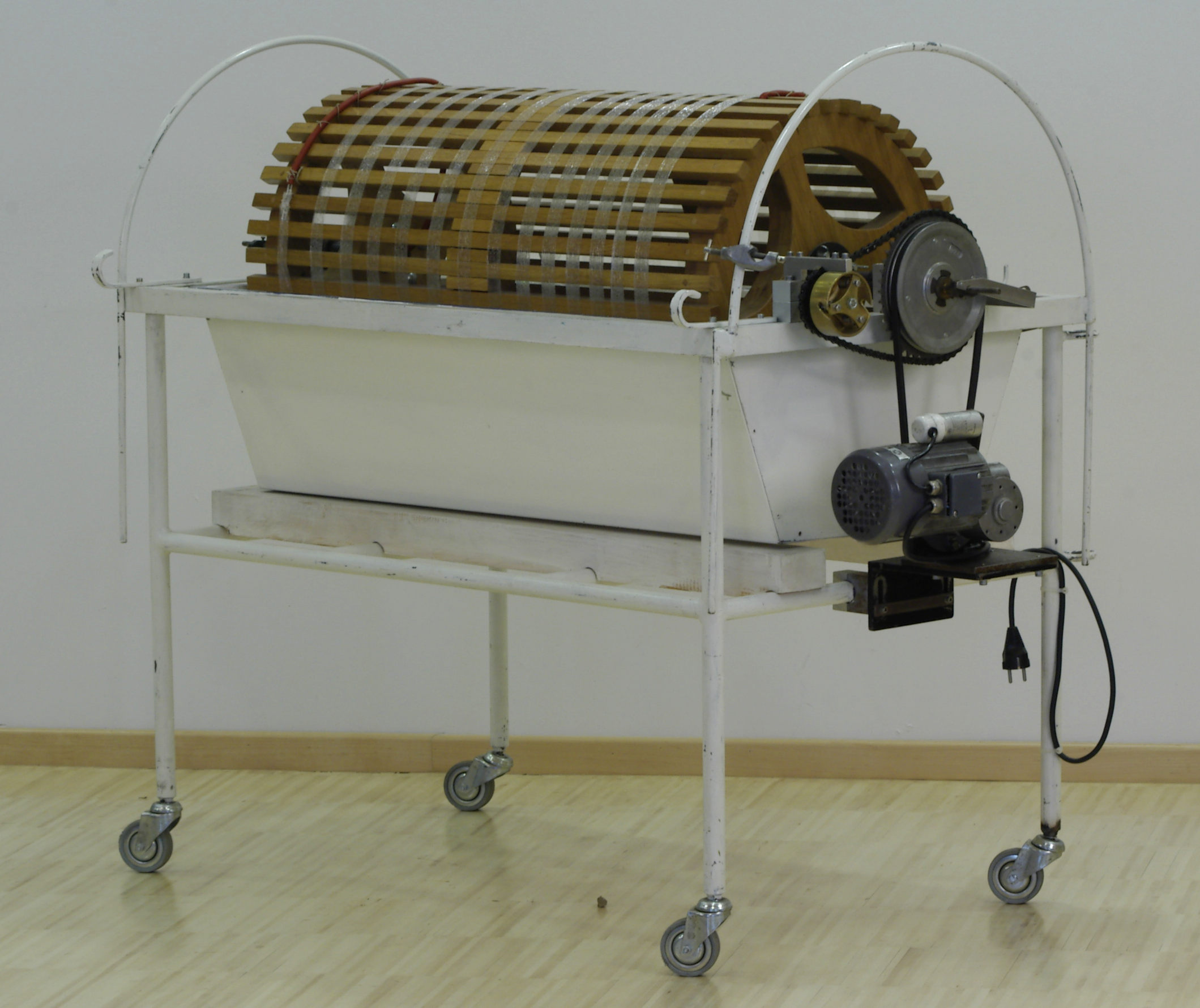
Kunstnier van Kolff

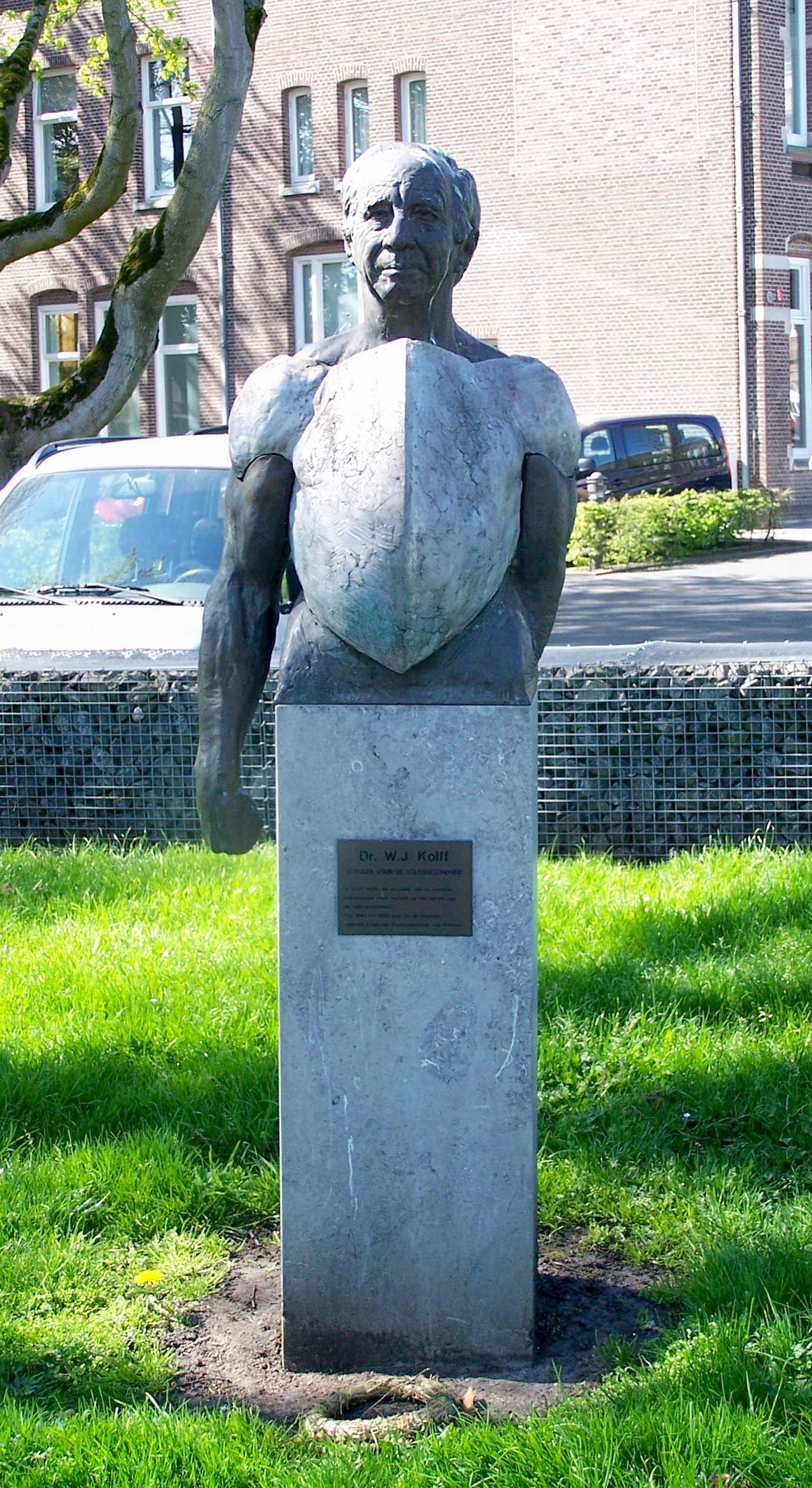
Borstbeeld van Willem Kolff in Kampen

Willem Johan (Pim) Kolff (Leiden, 14 februari 1911 – Newtown Square, Pennsylvania, 11 februari 2009) was een Nederlandse internist die de eerste werkende kunstnier uitvond. Tijdens de Tweede Wereldoorlog maakte hij zich verdienstelijk in het verzet. Hij stamde uit de familie Kolff, een oud geslacht. Hij emigreerde in 1950 naar de Verenigde Staten. In 1955 verkreeg hij de Amerikaanse nationaliteit.
Kolff werd vooral bekend door zijn uitvinding van de kunstnier (in 1943 in Kampen) en zijn levenslange werk aan allerlei andere kunstmatige organen, zoals aan een hart-longmachine in 1956 en het kunsthart in 1957.

## Levensloop
Hij werd geboren in Leiden, waar zijn vader huisarts was. Willem Kolff was de oudste in een gezin met vijf jongens. Op zesjarige leeftijd verhuisde hij naar Beekbergen omdat zijn vader daar directeur van tuberculose-sanatorium Beekbergen was geworden. Kolff studeerde geneeskunde aan de Rijksuniversiteit Leiden, waar hij in 1937 met succes zijn artsexamen behaalde. Tijdens de Tweede Wereldoorlog begon hij zijn medische opleiding tot internist aan de Rijksuniversiteit Groningen. In het stadsziekenhuis Stichting Engelenberg in Kampen ontwikkelde hij tijdens de oorlog de allereerste werkende kunstnier, waarmee hij een van de grondleggers van de moderne dialyse werd. Voor het maken van de kunstnier gebruikte hij onder andere overblijfselen van een Duitse bommenwerper, een waterpomp uit een T-Ford en cellofaan van de plaatselijke slager.
In 1945 voerde hij de eerste geslaagde dialyse uit in Nederland op een vrouw, Sofia Maria Schafstadt, met acuut nierfalen. Door de behandeling kregen haar eigen nieren de mogelijkheid tot herstel en overleefde zij. In 1946 promoveerde Kolff summa cum laude in Groningen op een proefschrift over de kunstmatige nier.
In 1950 vestigde hij zich met vrouw en vijf kinderen in de Verenigde Staten. Hij werd hoogleraar klinisch onderzoek aan de Cleveland Clinic en hij zette daar de eerste stappen in de ontwikkeling van een hart-longmachine. In 1957 werd hij de belangrijkste man achter het kunsthart: hij wist als eerste ter wereld een hond negentig minuten ermee in leven te houden. Vanaf 1967 was hij aan de Universiteit van Utah hoogleraar interne geneeskunde en chirurgie. Daar hield hij zich bezig met de ontwikkeling van de oogprothese.
Kolff zette zich succesvol in voor behoud van het gebouw van het ziekenhuis te Kampen. Thans is daar een revalidatiecentrum in gevestigd.
Kolff ging in 1997, 86 jaar oud, met pensioen. Zijn vrouw, Janke Huidekoper, scheidde destijds na 62 jaar huwelijk van hem, omdat ze vond dat ze altijd op de tweede plaats was gekomen. Hij nam zijn intrek in een verzorgingstehuis, richtte zijn kamer in als kantoor en ging weer aan de slag. In 2005 stopte de dyslectische Kolff, bijna blind en stokdoof, uiteindelijk met zijn werk.
Begin 2009 overleed Willem Kolff, drie dagen voor zijn 98ste verjaardag.

### Verzet
Kolff was tijdens zijn werkzaamheden in Kampen ook betrokken bij het verzet. Bij personen die de kans liepen door de Duitse bezetter te worden opgepakt, gaf hij aan dat zij (verzonnen) kwalen hadden waardoor zij met rust werden gelaten. Niet alleen mensen uit het verzet wist hij hiermee te redden maar ook diverse Joden. Hij en zijn vrouw Janke Huidekoper lieten een aantal joden onderduiken in hun huis, waarvoor ze postuum op 7 oktober 2013 de Yad Vashem-onderscheiding kregen.
Later in de oorlog, toen veel mannen uit Rotterdam werden opgepakt om verplicht in Duitsland te gaan werken en deze per schip werden afgevoerd, was Kolff in staat tijdens tussenliggende stops bij zo'n 1200 van deze mannen te doen voorkomen alsof ze allerlei ziekten onder de leden hadden, waardoor ze werden gevrijwaard voor verder transport. Meer dan 800 hiervan wisten dankzij Kolff en zijn helpers uiteindelijk ook daadwerkelijk te ontsnappen. Volgens een in 2012 verschenen boek zou Kolff betrokken zijn geweest bij het beramen van een moordaanslag op drie 'foute' Nederlanders, die overigens nooit is uitgevoerd.

## Onderscheidingen
Kolff heeft voor zijn medische werkzaamheden verscheidene prijzen in ontvangst mogen nemen. Hoewel hij vier keer genomineerd werd voor de Nobelprijs, won hij deze niet. Wel werd hij gelauwerd met dertien eredoctoraten en 127 onderscheidingen uit de gehele wereld.
In Nederland eindigde hij in 2004 op plaats nr. 47 in de verkiezing van De grootste Nederlander en op 15 november 2005 werd hij verkozen tot Grootste Overijsselaar aller tijden. Tevens is hij ereburger van Kampen, waar op het Oude Raadhuisplein een herinneringssteen zijn naam draagt en op de hoek van het Engelenburgplantsoen en de Hendrik van Viandenstraat een buste van Norman Burkett staat.
Buiten Nederland ontving hij in 1986 de Japanprijs, werd hem in 2002 de Laskerprijs toegekend en in 2003 de Russ Prize van de National Academy of Engineering. In 2006 ontving hij zijn dertiende eredoctoraat van de State University of New York tijdens een ceremonie in het Downstate Medical Center in Brooklyn, voor zijn levenswerk in het ontwikkelen van diverse kunstmatige organen.
In 1990 rekende het Amerikaanse maandblad Life hem tot de honderd belangrijkste personen uit de 20e eeuw.
Op 28 september 2007 werd planetoïde nr. 11427 als Willemkolff naar hem genoemd.
Op 23 november 2012 werd bekendgemaakt dat Kolff samen met zijn ex-vrouw Janke postuum de Israëlische Yad Vashem-onderscheiding kreeg voor hun verzetsdaden tijdens de Tweede Wereldoorlog.

## Trivia
Volgens de Nierstichting hebben ruim twintig miljoen nierpatiënten over de hele wereld hun leven te danken aan de kunstnier.
In seizoen 9, aflevering 6 A War for All Seasons van M*A*S*H, werd de kunstnier van Kolff nagemaakt. In werkelijkheid werd deze tijdens de Korea-oorlog door de Amerikaanse majoor Paul Teschan in 1952 als levensreddende chirurgie in oorlogsomstandigheden geïntroduceerd.

## Publicaties
- Herman Broers: De man die miljoenen levens redde – Dokter Willem Kolff (1911-2009). Amsterdam, Balans, 2018. ISBN 9789460038976